# Lukas Avendaño
Lukas Avendaño (Oaxaca, 1977) é um artista de performance e antropólogo mexicano, que se assume como muxe. A sua obra caracteriza-se pela exploração da identidade sexual, étnica e de género.

## Biografia

### Formação
Estudou antropologia na Universidade Veracruzana, em Xalapa, complementando os seus estudos também como coreógrafo e bailarino.

### Reconhecimento
Em abril de 2021, recebeu um reconhecimento pela sua 'trajectória artística' por parte da companhia Barro Rojo, dirigida por Laura Rocha. Lukas Avendaño dedicou o prêmio "aos sem nome".

## Obra artística
A obra performática de Lukas Avendaño é considerada um ensaio antropológico, por explorar as suas vivências, nomeadamente a identidade dos muxes e os papéis sociais de género, incorporando, dentro de sua obra, estilos de dança e valores culturais istmeños, de onde é originário.

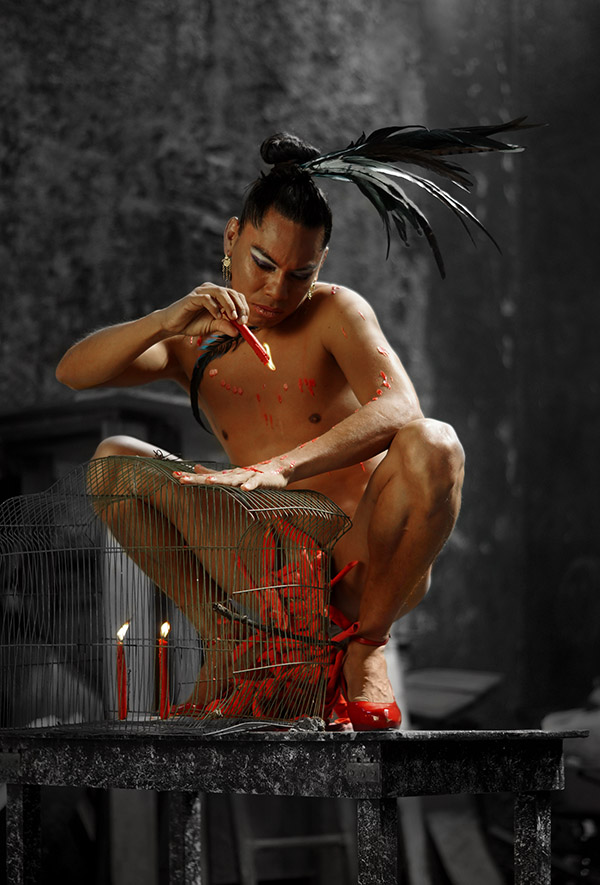
Lukas Avendaño

Na sociedade zapoteca Bê’ena’ Za’a, o muxe é considerado um terceiro género que assume certos papéis tradicionalmente conceituados femininos. A partir da sua identidade, o artista tem realizado explorações do que caracteriza a 'muxeidad' - "um facto social total" - onde vivem homens nascidos biologicamente, mas que possuem um papel social não masculino.
Ao explorar este fenómeno em sua obra, problematizando a estrutura dos papéis fixos que se lhe atribuem às mulheres e aos homens, Lukas Avendaño realiza uma crítica ao ser muxe desde a sua própria prática, tal como na sua peça performática Réquiem para un alcaraván (2012), na qual explorava as contradições da muxeidad na cultura zapoteca.

Há muitas pessoas que passaram por situações muito desagradáveis; há pessoas que foram tratadas com grande desumanidade e que viveram a vida sem conseguir ser. Quando tento explicar do que se trata "Réquiem para un Alcaravan", digo que é um ritual de reparação para os desgraçados do mundo, aqueles que não puderam viver a vida mais plena que desejariam, aqueles que hoje não podem viver a vida mais plena que desejariam, aqueles que viverão e — espero que as coisas sejam diferentes — poderão viver com a plenitude de ser o que desejam ser..
Na sua obra, o artista também usa o carácter erótico do corpo num sentido político, pois mistura a sua condição de indígena e homossexual, chegando a um "eros político".

### Performance Buscando a Bruno
A 10 de maio de 2018, Bruno Alonso Avendaño Martínez, irmão de Lukas, desapareceu então com 35 anos de idade. A sua família começou a busca de forma imediata, fazendo a denúncia do desaparecimento no dia seguinte, contudo, perante a ineficácia das autoridades, a sua procura foi continuada apenas por parte dos seus familiares.
Dois meses depois, Lukas Avendaño, realizou uma peça de performance titulada Buscando a Bruno. Apresentada no consulado mexicano de Barcelona, enquanto realizava uma residência artística nessa cidade, na primeira parte da performance Avendaño entregou uma carta formal ao cónsul de México onde explicava a história do desaparecimento do seu irmão e solicitava ao governo do México que o encontrasse. Durante o dito encontro, o artista mexicano vestia uma saia e um chal negro, e levava consigo uma foto de seu irmão, obtendo desta forma a atenção da imprensa internacional. Na segunda parte da performance, já realizada fora do consulado, colocaram-se duas cadeiras, numa das quais Lukas Avendaño estava sentado, enquanto a outra se encontrava vazia, representando a ausência de alguém. Posteriormente, essa cadeira era ocupada por pessoas, parceiros ou espectadores que se vestiam como ele, num gesto de solidariedade, recreando o quadro As Duas Fridas de Frida Kahlo.
A única vantagem que o Bruno tem é que eu sou irmão dele. Tenho visibilidade internacional, posso falar com jornalistas... A minha mãe e os meus irmãos, que vêm do campo, não puderam fazer nada. Tenho arte, com a qual quero acreditar que posso transformar a impotência e a vulnerabilidade numa experiência alegre. Quero acreditar que consigo. E vou conseguir. Não quero parecer uma vítima, porque quando isso acontece, as estruturas de poder se regozijam, porque te derrotaram. Paixões tristes que se enraízam no coração mudam a sua aparência, e eu não quero isso, nem para mim nem para a minha família.— Lukas Avendaño
Desde o desaparecimento do seu irmão, todas as suas actuações são lhe dedicadas. Em 2019, realizou o documentário La utopía de la mariposa, no qual narra a busca pelo seu irmão. O documentário ganhou o prêmio do público na segunda edição do Festival de Cinema Independente da Cidade de México, tendo também sido selecionado para o Festival Internacional de Cinema de Morelia.
A 3 de dezembro de 2020, foi noticiado que o corpo de Bruno Avendaño foi encontrado numa fossa clandestina pelas autoridades de Oaxaca, nos limites dos municípios de Salina Cruz e Tehuantepec.

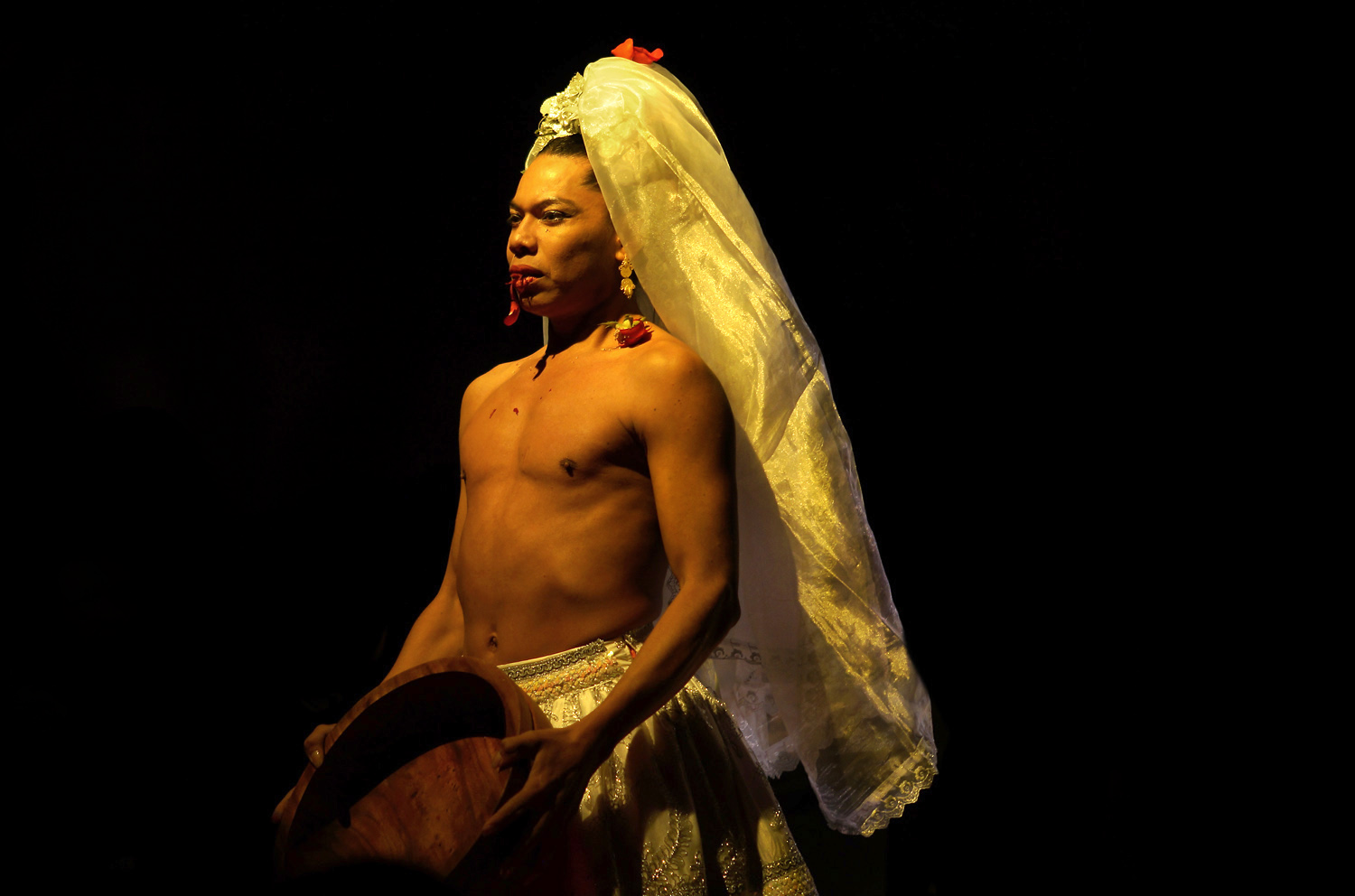
Lukas Avendaño na performance Buscando a Bruno.

### Lista de performances
- El Corral, 2003[16]
- Madame Gabia, 2005
- Séptimo Dia
- Viento del Sur, 2010
- Cuarto cresciente, 2010
- Réquiem para un alcaraván, 2012[3]
- No soy Hombre, sou Mariposa, 2014
- Hómine , 2015[17]
- Buscando a Bruno, 2018